# Oriol Junqueras
Oriol Junqueras i Vies (Barcelona, 11 de abril de 1969) é um historiador, professor universitário  e político catalão, foi Vice-presidente da Governação da Generalidade da Catalunha de 2016 até 2017  e titular do Departamento de Economia e Finanças do governo catalão.
Foi presidente da câmara (prefeito) de Sant Vicenç dels Horts (2011-2015), é deputado no Parlamento da Catalunha, desde 2012, e presidente de Esquerda Republicana da Catalunha, desde 2011. Foi deputado europeu e posteriormente chefe da oposição no Parlamento da Catalunha entre 2013 e 2016.
No dia 14 de outubro de 2019 foi condenado a uma pena de 13 anos por crime de sedição e peculato, pelo seu involvimento no Referendo sobre a independência da Catalunha, realizado em 2017.

## Obras literárias
É autor dos seguintes livros:
- Els catalans i Cuba, 1998.
- La batalla de l'Ebre. Història, paisatge, patrimoni, 1999.
- La presó Model de Barcelona, 2000.
- Manel Girona, el banc de Barcelona i el canal d'Urgell. Pagesos i burgesos en l'articulació del territori, 2003.
- Guerres dels catalans, 2003.
- Guerra, economia i política a la Catalunya de l'alta edat moderna, 2005.
- Economia i pensament econòmic a la Catalunya de l'alta edat moderna (1520-1630), 2006.
- Camí de Sicília, 2008
- Les proclames de sobirania de Catalunya (1640-1939), 2009

Co-autor:
- Sublevados, 2015.[9]